# LASK
Linzer Athletik-Sport-Klub, thường còn có tên Linzer ASK (phát âm tiếng Đức: [lask lɪnts] ⓘ) hoặc đơn giản là LASK, là một câu lạc bộ bóng đá Áo đến từ thủ phủ của Oberösterreich là Linz đang thi đấu ở Giải bóng đá vô địch quốc gia Áo, hạng đấu cao nhất của bóng đá Áo. Màu của câu lạc bộ là đen và trắng. Câu lạc bộ bóng đá của nữ thi đấu ở hạng đấu cao thứ hai của bóng đá nữ Áo.
LASK được thành lập ngày 7 tháng 8 năm 1908. Năm 1965, câu lạc bộ trở thành đội bóng đầu tiên bên ngoài Vienna giành chức vô địch bóng đá Áo. Đây cũng là chức vô địch duy nhất cho đến nay. Câu lạc bộ hiện tại đang chơi các trận đấu ở giải quốc nội tại sân Waldstadion ở Pasching, tuy nhiên họ chơi các trận đấu ở các giải đấu UEFA tại Sân vận động Linzer 14.000 chỗ.

## Danh hiệu
- Giải bóng đá vô địch quốc gia Áo: 1964–65
- Cúp bóng đá Áo: 1965, runner-up 1963, 1967, 1970, 1999
- Giải bóng đá hạng nhất quốc gia Áo: 1958, 1979, 1994, 2007, 2017

## Đội hình hiện tại
Tính đến 5 tháng 2 năm 2022
Ghi chú: Quốc kỳ chỉ đội tuyển quốc gia được xác định rõ trong điều lệ tư cách FIFA. Các cầu thủ có thể giữ hơn một quốc tịch ngoài FIFA.
| Số | VT | Quốc gia     | Cầu thủ            |
| -- | -- | ------------ | ------------------ |
| 1  | TM | Áo           | Alexander Schlager |
| 3  | HV | Bờ Biển Ngà  | Oumar Sako         |
| 4  | HV | Pháp         | Yannis Letard      |
| 5  | HV | Croatia      | Petar Filipović    |
| 6  | HV | Áo           | Philipp Wiesinger  |
| 7  | TV | Áo           | Rene Renner        |
| 8  | TV | Áo           | Peter Michorl      |
| 10 | TĐ | Áo           | Marko Raguž        |
| 13 | HV | Cộng hòa Síp | Strahinja Kerkez   |
| 14 | TĐ | Áo           | Husein Balić       |
| 17 | TĐ | Áo           | Andreas Gruber     |
| 18 | TV | Serbia       | Branko Jovičić     |
| 19 | HV | Áo           | Marvin Potzmann    |
| 21 | TV | Hàn Quốc     | Hong Hyun-seok     |
| 23 | TĐ | Áo           | Alexander Schmidt  |

| Số | VT | Quốc gia     | Cầu thủ                             |
| -- | -- | ------------ | ----------------------------------- |
| 24 | TM | Áo           | Tobias Lawal                        |
| 25 | TV | Úc           | James Holland                       |
| 26 | HV | Cộng hòa Séc | Filip Twardzik                      |
| 27 | TĐ | Áo           | Thomas Goiginger                    |
| 28 | TĐ | Slovakia     | Adam Griger                         |
| 29 | TV | Áo           | Florian Flecker                     |
| 30 | TV | Áo           | Sascha Horvath                      |
| 32 | HV | Thụy Sĩ      | Enrique Wild                        |
| 33 | HV | Áo           | Felix Luckeneder                    |
| 34 | HV | Đức          | Jan Boller                          |
| 35 | TV | Áo           | Stefan Radulovic                    |
| 36 | TM | Áo           | Thomas Gebauer                      |
| 38 | TĐ | Nhật Bản     | Nakamura Keito                      |
| 44 | HV | Áo           | Dario Marešić (mượn từ Stade Reims) |

### Cho mượn
Ghi chú: Quốc kỳ chỉ đội tuyển quốc gia được xác định rõ trong điều lệ tư cách FIFA. Các cầu thủ có thể giữ hơn một quốc tịch ngoài FIFA.
| Số | VT | Quốc gia | Cầu thủ                                                           |
| -- | -- | -------- | ----------------------------------------------------------------- |
| —  | HV | Panama   | Andrés Andrade (tại Arminia Bielefeld đến 30 tháng 6 năm 2022)    |
| —  | TV | Israel   | Yoav Hofmayster (tại Maccabi Petah Tikva đến 30 tháng 6 năm 2022) |
| —  | TV | Áo       | Patrick Plojer (tại Blau-Weiß Linz đến 30 tháng 6 năm 2022)       |
| —  | TĐ | Áo       | Tobias Anselm (tại WSG Tirol đến 30 tháng 6 năm 2022)             |

| Số | VT | Quốc gia | Cầu thủ                                                               |
| -- | -- | -------- | --------------------------------------------------------------------- |
| —  | TĐ | Áo       | Thomas Sabitzer (tại WSG Tirol đến 30 tháng 6 năm 2022)               |
| —  | TĐ | Perú     | Matías Succar (tại FK Teplice đến 30 tháng 6 năm 2022)                |
| —  | TĐ | Áo       | Christoph Monschein (tại SC Rheindorf Altach đến 30 tháng 6 năm 2022) |

## Lịch sử huấn luyện
Tính đến 27 tháng 6 năm 2016
- Georg Braun (1946–1952)
- Walter Alt (1950–1953)
- Ernst Sabeditsch (1953–1955)
- Josef Epp (1958–1960)
- Pál Csernai (1960–1962)
- Karl Schlechta (1962–1964)
- František Bufka (1965–1968)
- Vojtěch Skyva (1969–1970)
- Wilhelm Kment (1970–1972)
- Otto Barić (1972–1974)
- Felix Latzke (1974–1976)
- Wilhelm Huberts (1976–1978)
- Wolfgang Gayer (1978)
- Laszlo Simko (1978)
- Adolf Blutsch (1978–1983)
- Johann Kondert (1983–1987)
- Adolf Blutsch (1987)
- Ernst Hložek (1987–1988)
- Ernst Knorrek (1988)
- Lothar Buchmann (1989)
- Adam Kensy (1989)
- Aleksander Mandziara (1989–1990)
- Erwin Spiegel (1990)
- Adolf Blutsch (1990)
- Ernst Weber (1990)
- Erwin Spiegel (1990–91)
- Helmut Senekowitsch (1991–1993)
- Dietmar Constantini (1993)
- Walter Skocik (1993–1995)
- Günter Kronsteiner (1995–1996)
- Max Hagmayr (1996)
- Friedel Rausch (1996–1997)
- Per Brogeland (1997–1998)
- Adam Kensy (1998, caretaker)
- Otto Barić (1998–1999)
- Marinko Koljanin (1999–2000)
- Johann Kondert (2000–2001)
- František Cipro (2001)
- Johann Kondert (2001)
- Dieter Mirnegg (2001–2002)
- Norbert Barisits (2003–2004)
- Klaus Lindenberger (2004)
- Werner Gregoritsch (2004–2006)
- Karl Daxbacher (2006–2008)
- Andrej Panadić (2008)
- Klaus Lindenberger (2008–2009)
- Hans Krankl (2009)
- Matthias Hamann (2009–2010)
- Helmut Kraft (2010)
- Georg Zellhofer (2010–2011)
- Walter Schachner (2011–2012)
- Karl Daxbacher (2012–2015)
- Martin Hiden (2015)
- Alfred Olzinger (2015)
- Oliver Glasner (2015–)

## Lịch sử cúp châu Âu
Tính đến 1 tháng 12 năm 2008
| Mùa giải | Giải đấu               | Vòng               | Quốc gia       | Câu lạc bộ         | Sân nhà | Sân khách                | Tổng tỉ số                                |
| -------- | ---------------------- | ------------------ | -------------- | ------------------ | ------- | ------------------------ | ----------------------------------------- |
| 1963/64  | UEFA Cup Winners' Cup  | 1                  | Croatia        | Dinamo Zagreb      | 1–0     | 0–1, 1–1 AET in 3rd game | 1–1 (Zagreb progressed after a coin toss) |
| 1965/66  | UEFA Champions League  | PR                 | Ba Lan         | Gornik Zabrze      | 1–3     | 1–2                      | 2–5                                       |
| 1969/70  | Inter-Cities Fairs Cup | 1                  | Bồ Đào Nha     | Sporting Lisbon    | 2–2     | 0–4                      | 2–6                                       |
| 1977-78  | Cúp UEFA               | 1                  | Hungary        | Újpest FC          | 3–2     | 0–7                      | 3–9                                       |
| 1980-81  | Cúp UEFA               | 1                  | Serbia         | Radnicki Nis       | 1–2     | 1–4                      | 2–6                                       |
| 1984-85  | Cúp UEFA               | 1                  | Thụy Điển      | Östers IF          | 1–0     | 1–0                      | 2–0                                       |
|          |                        | 2                  | Scotland       | Dundee United      | 1–2     | 1–5                      | 2–7                                       |
| 1985/86  | Cúp UEFA               | 1                  | Cộng hòa Séc   | Banik Ostrava      | 2–0     | 1–0                      | 3–0                                       |
|          |                        | 2                  | Ý              | Inter              | 1–0     | 0–4                      | 1–4                                       |
| 1986/87  | Cúp UEFA               | 1                  | Ba Lan         | Widzew Lodz        | 1–1     | 0–1                      | 1–2                                       |
| 1987/88  | Cúp UEFA               | 1                  | Hà Lan         | FC Utrecht         | 0–0     | 0–2                      | 0–2                                       |
| 1995     | UEFA Intertoto Cup     | Bảng 6, trận thứ 1 | Scotland       | Partick Thistle    | 2–2     |                          |                                           |
|          |                        | Bảng 6, trận thứ 2 | Croatia        | NK Zagreb          |         | 0–0                      |                                           |
|          |                        | Bảng 6, trận thứ 3 | Iceland        | Keflavík           | 2–1     |                          |                                           |
|          |                        | Bảng 6, trận thứ 4 | Pháp           | FC Metz            |         | 0–1                      |                                           |
| 1996     | UEFA Intertoto Cup     | Bảng 2, trận thứ 1 | Thụy Điển      | Djurgårdens IF     | 2–0     |                          |                                           |
|          |                        | Bảng 2, trận thứ 2 | Quần đảo Faroe | B68 Toftir         |         | 4–0                      |                                           |
|          |                        | Bảng 2, trận thứ 3 | Cộng hòa Síp   | Apollon Limassol   | 2–0     |                          |                                           |
|          |                        | Bảng 2, trận thứ 4 | Đức            | Werder Bremen      |         | 3–1                      |                                           |
|          |                        | Bán kết            | Nga            | Rotor Volgograd    | 2–2     | 0–5                      | 2–7                                       |
| 1999/00  | Cúp UEFA               | 1                  | România        | Steaua Bucuresti   | 1–3     | 0–2                      | 1–5                                       |
| 2000     | UEFA Intertoto Cup     | 1R                 | Israel         | Hapoel Petah-Tikva | 3–0     | 1–1                      | 4–1                                       |
|          |                        | 2R                 | Cộng hòa Séc   | FC Marila Pribram  | 1–1     | 2–3                      | 3–4                                       |